# نیازف (جماعت)
نیازف جماعت و شهرکی در جنوب غربی کشور تاجیکستان است که در ناحیهٔ قبادیان ولایت ختلان قرار دارد. جمعیت این جماعت ۱۳٬۷۹۵ است.